# Luigi Grati
Luigi Grati OSM (vollständiger Name Pietro Angelo Luigi Pacifico Grati; * 26. Februar 1763 in Falconara Marittima; † 11. Februar 1849 in Rom) war ein italienischer Ordensgeistlicher, Generalprior der Serviten und Kurienbischof.

## Leben
Er trat in den Servitenorden ein und nahm den Ordensnamen Luigi an. Die Priesterweihe empfing er am 19. Dezember 1789. 1794 wurde er Magister der Theologie, danach nahm er Aufgaben des Ordens in verschiedenen Konventen wahr. Zwischen 1816 und 1826 wirkte er in Bologna und in Florenz als Prediger, von 1815 bis 1819 war er zudem Prior des Konvents von San Marcello in Rom. Im Jahr 1818 trat er als Relator in den Dienst der römischen Kurie und wurde am 30. Januar 1820 zum Konsultor der Indexkongregation bestellt, am 27. Dezember 1825 zudem zum Examinator der Bischöfe in der Theologie.
Papst Leo XII. ernannte Luigi Grati am 15. Dezember 1828 zum Titularbischof von Callinicum. Die Bischofsweihe spendete ihm am 28. Dezember desselben Jahres Kardinal Giovanni Francesco Falzacappa; Mitkonsekratoren waren Erzbischof Costantino Patrizi Naro und Luigi Canestrari OM, Bischof von Montalto delle Marche. Am 18. September 1829 ernannte Papst Pius VIII. ihn zum Päpstlichen Thronassistenten. Von 1829 bis 1833 war er Apostolischer Administrator der Diözese Terracina, Sezze e Priverno. Zurück in Rom, wurde er zunächst zum Generalvikar und am 6. Juni 1835 zum Generalprior seines Ordens gewählt. Papst Gregor XVI. ernannte ihn am 14. Januar 1834 zum Konsultor des Heiligen Offiziums.